# Liste der Baudenkmale in Lübtheen
In der Liste der Baudenkmale in Lübtheen sind alle Baudenkmale der Stadt Lübtheen (Landkreis Ludwigslust-Parchim) und ihrer Ortsteile aufgelistet (Stand: Januar 2021).

## Lübtheen
| ID | Lage                                    | Bezeichnung                                                                             | Beschreibung | Bild                                                       |
| -- | --------------------------------------- | --------------------------------------------------------------------------------------- | ------------ | ---------------------------------------------------------- |
|    | Amtsstraße 3 (Karte)                    | (Ehemalige) Schule mit Turnhalle                                                        |              | (Ehemalige) Schule mit Turnhalle                           |
|    | Ernst-Thälmann-Platz 3 (Karte)          | Hotel „Stadt Hamburg“                                                                   |              |                                                            |
|    | Ernst-Thälmann-Platz 6 (Karte)          | ehem. Amtshaus mit Trockenmauer, Pferdestall und Gefängnis                              |              | ehem. Amtshaus mit Trockenmauer, Pferdestall und Gefängnis |
|    | Friedhof (Karte)                        | Pentzsche Grabkapelle                                                                   |              |                                                            |
|    | Geschwister-Scholl-Straße 16/18 (Karte) | Villa und Fachwerkgebäude                                                               |              |                                                            |
|    | Gipsstraße 3 (Karte)                    | Wohnhaus                                                                                |              |                                                            |
|    | Gipsstraße 4 (Karte)                    | Wohnhaus                                                                                |              |                                                            |
|    | Johannes-Straße 2 (Karte)               | Gedenktafel für Franz Thaele                                                            |              |                                                            |
|    | Kirchenplatz 1 (Karte)                  | Wohnhaus                                                                                |              |                                                            |
|    | Kirchenplatz 5 (Karte)                  | Wohn- und Geschäftshaus mit Tür                                                         |              | Wohn- und Geschäftshaus mit Tür                            |
|    | Kirchenplatz 6 (Karte)                  | Wohnhaus                                                                                |              | Wohnhaus                                                   |
|    | Kirchenplatz 7 (Karte)                  | Pfarrhaus mit Pfarrscheune                                                              |              | Pfarrhaus mit Pfarrscheune                                 |
|    | Kirchenplatz 12 (Karte)                 | Raiffeisenbank                                                                          |              | Raiffeisenbank                                             |
|    | Kirchenplatz 14 (Karte)                 | Fassade                                                                                 |              | Fassade                                                    |
|    | Kirchenplatz 15 (Karte)                 | Wohn- und Geschäftshaus mit 2 Haustüren                                                 |              |                                                            |
|    | Kirchenplatz 16 (Karte)                 | Gebäude der Bergbaubehörde, ehemals                                                     |              | Gebäude der Bergbaubehörde, ehemals                        |
|    | Kirchenplatz 18 (Karte)                 | Post                                                                                    |              | Post                                                       |
|    | (Karte)                                 | Kirchenplatz mit Kirche und Gefallenendenkmal 1914/1918 und Gefallenendenkmal 1870/1871 |              | Weitere Bilder                                             |
|    |                                         | Gefallenendenkmal 1870/71                                                               |              | Gefallenendenkmal 1870/71                                  |
|    |                                         | Gefallenendenkmal 1914-18                                                               |              | Gefallenendenkmal 1914-18                                  |
|    | Lindenstraße 12 (Karte)                 | Scheune                                                                                 |              |                                                            |
|    | Lindenstraße 22 (Karte)                 | Wohnhaus mit Tür                                                                        |              |                                                            |
|    | Lindenstraße 25 (Karte)                 | Hallenhaus von 1834                                                                     |              |                                                            |
|    | Lindenstraße 26 (Karte)                 | Hallenhaus von 1809                                                                     |              |                                                            |
|    | Neue Straße 8 (Karte)                   | Wohnhaus                                                                                |              |                                                            |
|    | Neue Straße 10 (Karte)                  | Wohnhaus                                                                                |              |                                                            |
|    | Rudolf-Breitscheid-Straße 27 (Karte)    | Wohnhaus mit Scheune                                                                    |              |                                                            |
|    | Rudolf-Breitscheid-Straße 30a (Karte)   | Schulhort                                                                               |              |                                                            |
|    | Rudolf-Breitscheid-Straße (Karte)       | Dr.-Chrysander-Parkanlage mit Büste                                                     |              | Dr.-Chrysander-Parkanlage mit Büste                        |
|    | Salzstraße 3 (Karte)                    | sog. Langer Jammer                                                                      |              | sog. Langer Jammer                                         |
|    | Salzstraße 17 (Karte)                   | Rathaus                                                                                 |              |                                                            |
|    | Schulstraße 2 (Karte)                   | ehemalige Küsterei mit Scheune                                                          |              | ehemalige Küsterei mit Scheune                             |
|    | Schulstraße 4 (Karte)                   | Wohnhaus                                                                                |              |                                                            |
|    | Johann-Stellingstraße 8 (Karte)         | Vorderhaus mit Tür und Scheune                                                          |              |                                                            |
|    | Johann-Stellingstraße 15 (Karte)        | Gedenktafel für Dr. med. Bernhard Aronsohn                                              |              | Gedenktafel für Dr. med. Bernhard Aronsohn                 |
|    | Johann-Stellingstraße 16 (Karte)        | Vorderhaus mit Tür                                                                      |              |                                                            |
|    | Johann-Stellingstraße 18 (Karte)        | Gedenktafel für Dr. Friedrich Chrysander                                                |              |                                                            |
|    | Ulrichstraße 2 (Karte)                  | Wohnhaus                                                                                |              |                                                            |
|    | Ulrichstraße 3 (Karte)                  | Vorderhaus mit Scheune                                                                  |              |                                                            |

## Benz
| ID | Lage                          | Bezeichnung  | Beschreibung | Bild |
| -- | ----------------------------- | ------------ | ------------ | ---- |
|    | Zum Rögnitztal,Flur:1,Flst:23 | Trafostation |              |      |

## Briest
| ID | Lage                  | Bezeichnung | Beschreibung | Bild |
| -- | --------------------- | ----------- | ------------ | ---- |
|    | Zum Reizen 8 (Karte)  | Wohnhaus    |              |      |
|    | Zum Reizen 9 (Karte)  | Wohnhaus    |              |      |
|    | Zum Reizen 10 (Karte) | Wohnhaus    |              |      |

## Brömsenberg
| ID | Lage                           | Bezeichnung                                | Beschreibung | Bild           |
| -- | ------------------------------ | ------------------------------------------ | ------------ | -------------- |
|    | (Karte)                        | Wassermühle mit Holzwehr (Lübtheen-Ausbau) |              | Weitere Bilder |
|    | Lübtheener Chaussee 21 (Karte) | Wohnhaus                                   |              | Wohnhaus       |

## Garlitz
| ID | Lage                      | Bezeichnung                 | Beschreibung | Bild                        |
| -- | ------------------------- | --------------------------- | ------------ | --------------------------- |
|    | Schmiedestraße 76 (Karte) | Herrenhaus                  |              | Herrenhaus                  |
|    | (Karte)                   | Gefallenendenkmal 1914/1918 |              | Gefallenendenkmal 1914/1918 |

## Gößlow
| ID | Lage                 | Bezeichnung | Beschreibung | Bild |
| -- | -------------------- | --- | ------------ | ---- |
|    | Hofstraße 26 (Karte) | ehemaliges Dorfgemeinschaftshaus (Flur:2, Flurstück: 13) |              |      |
|    | (Karte)              | ehemalige Gutsanlage (gesamt Flur: 2) mit ehemaligem Gutshaus – Hofstraße 5a/5b (Flurstück: 7/1 und 8/1), Wohnhaus, Hofstraße 8 (Flurstück: 14), Wirtschaftshof mit Stallscheune mit schmalem Stall (Flurstück: 17,18), Torhaus mit mittiger Durchfahrt (Flurstück: 18, 2/1), angrenzende Stallscheune und Kuhstall (Flurstücke: 2/1 und 3/1), mit Kopfpflasterung/Straßenführung (Flurstücke: 3/1, 4/1, 5/1, 6/1, 14, 15, 16, 17,18) und begrenzender Mauer (9/5 und 9/6), Schweinestall |              |      |

## Gudow
| ID | Lage                         | Bezeichnung | Beschreibung | Bild |
| -- | ---------------------------- | ----------- | ------------ | ---- |
|    | Neulübtheener Weg 11 (Karte) | Hallenhaus  |              |      |

## Jessenitz
| ID | Lage    | Bezeichnung       | Beschreibung | Bild              |
| -- | ------- | ----------------- | --- | ----------------- |
|    | (Karte) | Gutshaus mit Park | 2-gesch., 11-achs. verklinkerter Mauerwerksbau mit Mittelrisalit, 1889 im Stil der Neorenaissance nach Plänen von Johannes Lange, Berlin, erbaut für Carl Friedrich Beßler, heute (2015) Wohnhaus | Gutshaus mit Park |

## Jessenitz-Werk
| ID | Lage                                                 | Bezeichnung                        | Beschreibung | Bild |
| -- | ---------------------------------------------------- | ---------------------------------- | ------------ | ---- |
|    | Fritz-Reuter-Straße 1/3/5/7/9/11/13/15/17/19 (Karte) | Siedlungshäuser des Marinearsenals |              |      |
|    | Parkstraße 1–6 (Karte)                               | Siedlungshäuser des Marinearsenals |              |      |
|    | Sandstraße 1–6 (Karte)                               | Siedlungshäuser des Marinearsenals |              |      |
|    | Karl-Marx-/Ecke Fritz-Reuter-Straße                  | Kriegerdenkmal 1914/1918           |              |      |

## Lübbendorf
| ID | Lage                  | Bezeichnung                         | Beschreibung | Bild |
| -- | --------------------- | ----------------------------------- | ------------ | ---- |
|    | Mittelweg 33 (Karte)  | Hallenhaus von 1781                 |              |      |
|    | Mittelweg 35 (Karte)  | Hallenhaus von 1818                 |              |      |
|    | Mittelweg 36 (Karte)  | Vorderhaus und Hallenhaus           |              |      |
|    | Mittelweg 38 (Karte)  | Fachwerkhaus am Ende (?) der Straße |              |      |
|    | (Karte)               | Gefallenendenkmal 1914/1918         |              |      |
|    | Rammer Weg 23 (Karte) | Hallenhaus von 1799                 |              |      |

## Probst Jesar
| ID | Lage    | Bezeichnung                 | Beschreibung | Bild |
| -- | ------- | --------------------------- | ------------ | ---- |
|    | (Karte) | Gefallenendenkmal 1914/1918 |              |      |

## Quassel
| ID | Lage                            | Bezeichnung                                                                    | Beschreibung | Bild           |
| -- | ------------------------------- | ------------------------------------------------------------------------------ | ------------ | -------------- |
|    | Dorfstraße 2 (Karte)            | ehemaliges Gutshaus mit Verbindungsbau, Feldsteinmauer, Einfriedung und Portal |              | Weitere Bilder |
|    | Langenheider Weg 4 (Karte)      | Wohnhaus (ehemalige Schule)                                                    |              |                |
|    | Langenheider Weg 3/5 (Karte)    | Wohnhaus                                                                       |              |                |
|    | Langenheider Weg 12/12a (Karte) | Wohnhaus                                                                       |              |                |

## Trebs
| ID | Lage     | Bezeichnung  | Beschreibung | Bild |
| -- | -------- | ------------ | ------------ | ---- |
|    | Trebs 3b | Trafostation |              |      |

## Volzrade
| ID | Lage                     | Bezeichnung | Beschreibung | Bild |
| -- | ------------------------ | ----------- | --- | ---- |
|    | Gutshausallee 14 (Karte) | Gutshaus    | Sanierter, 3-gesch., 11-achs. Putzbau von 1838 mit Mittelrisalit und Sockelgeschoss nach Plänen von J.H.Gottfried Krug in Stil der Neorenaissance |      |

## Ehemalige Baudenkmale

### Gößlow
| ID | Lage | Bezeichnung                                                                                   | Beschreibung | Bild |
| -- | ---- | --------------------------------------------------------------------------------------------- | ------------ | ---- |
|    |      | Friedhof an der Sudebrücke mit Grabsteinen der Familie Hildebrandt (gestrichen 16. Juni 1997) |              |      |

### Quassel
| ID | Lage              | Bezeichnung | Beschreibung | Bild |
| -- | ----------------- | ----------- | ------------ | ---- |
|    | Parkweg 6 (Karte) | Wohnhaus    |              |      |